# Zsemlebarna pókhálósgomba
A zsemlebarna pókhálósgomba (Cortinarius varius) a pókhálósgombafélék családjába tartozó, Európában honos, fenyvesekben élő, ehető gombafaj. 

## Megjelenése
A zsemlebarna pókhálósgomba kalapja 4-10 (13) cm széles, alakja eleinte domború, majd laposan, esetenként középen benyomottan kiterül. Széle fiatalon befelé hajló, válummaradványok lehetnek rajta. Felszíne csupasz, sima, nedves időben nyálkás. Színe sárgásbarna, zsemlebarna, okkeres-sárgás; közepén sötétebb, néha vörösesbarna.
Húsa tömör, színe fehér. Íze és szaga nem jellegzetes.   
Sűrű lemezei felkanyarodók, sok a féllemez. Színük sokáig kékesibolyás, barnásibolyás, idősen fahéjbarnák.
Tönkje 5–10 cm magas és 0,6–1,5 cm vastag. Alakja bunkós, fiatalon tömzsi, később megnyúltabb. Színe fehéres, a spórák érésével a vélum kapcsolódásánál világosokkeres gallérzóna jön létre. 
Spórapora rozsdabarna. Spórája mandula alakú, szemcsés felszínű, mérete 9,5-15 x 5,5-7,5 µm. 

### Hasonló fajok
Az epeízű pókhálósgomba vagy a fehértönkű pókhálósgomba hasonlíthat rá. 

## Elterjedése és termőhelye
Európában honos. Magyarországon helyenként nem ritka.  
Meszes talajú fenyvesekben található meg. Júliustól októberig terem. 

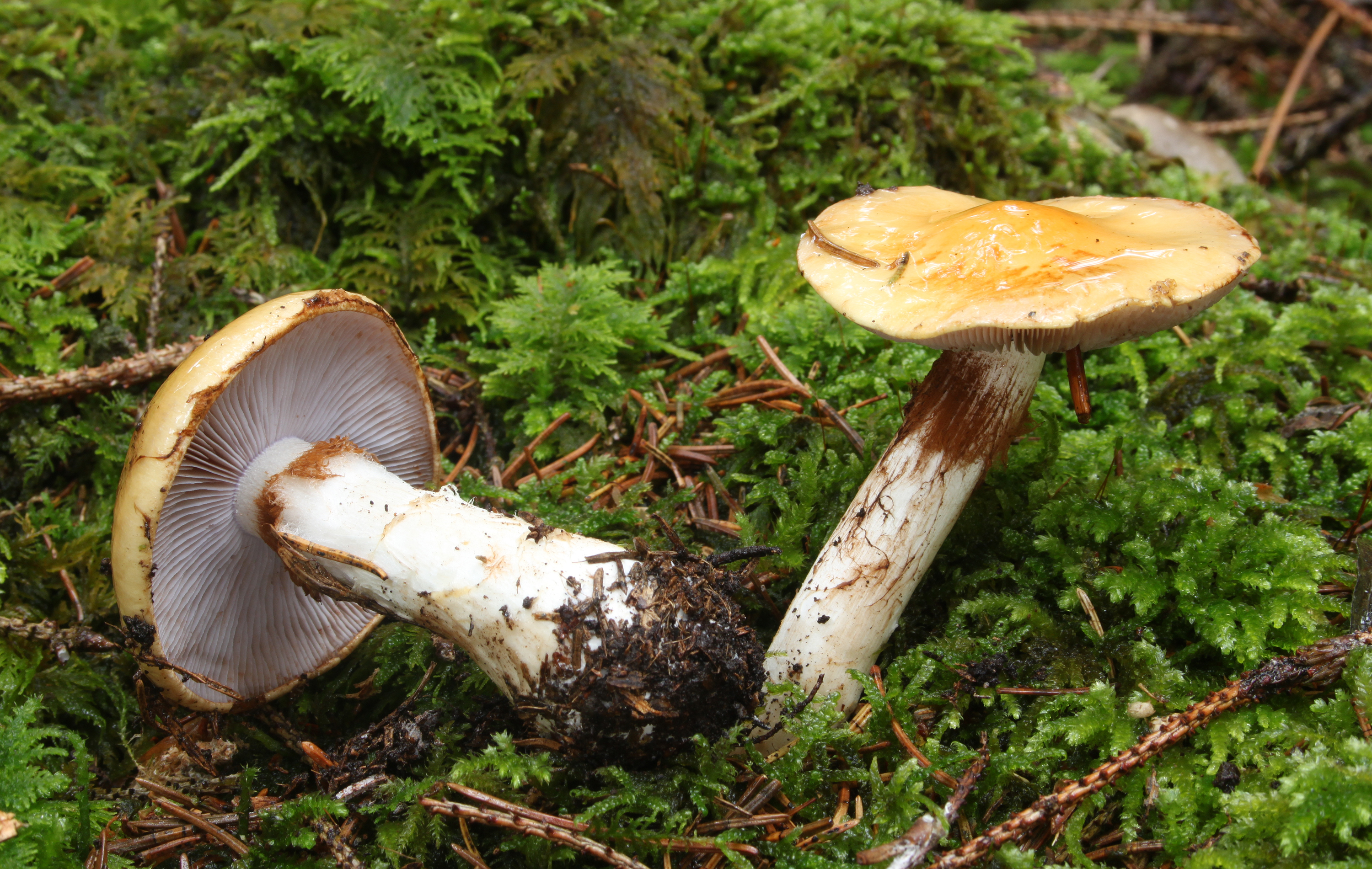
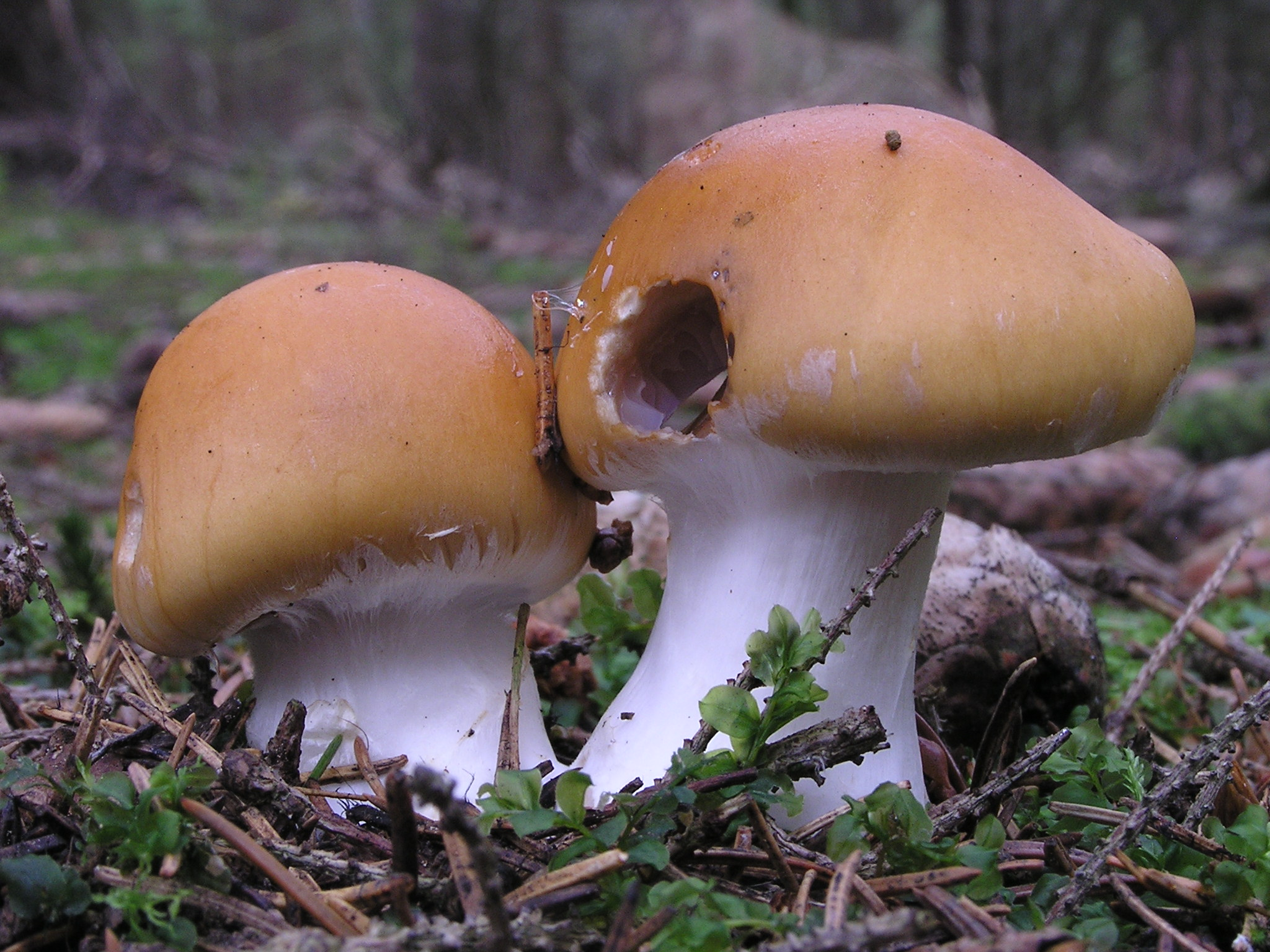
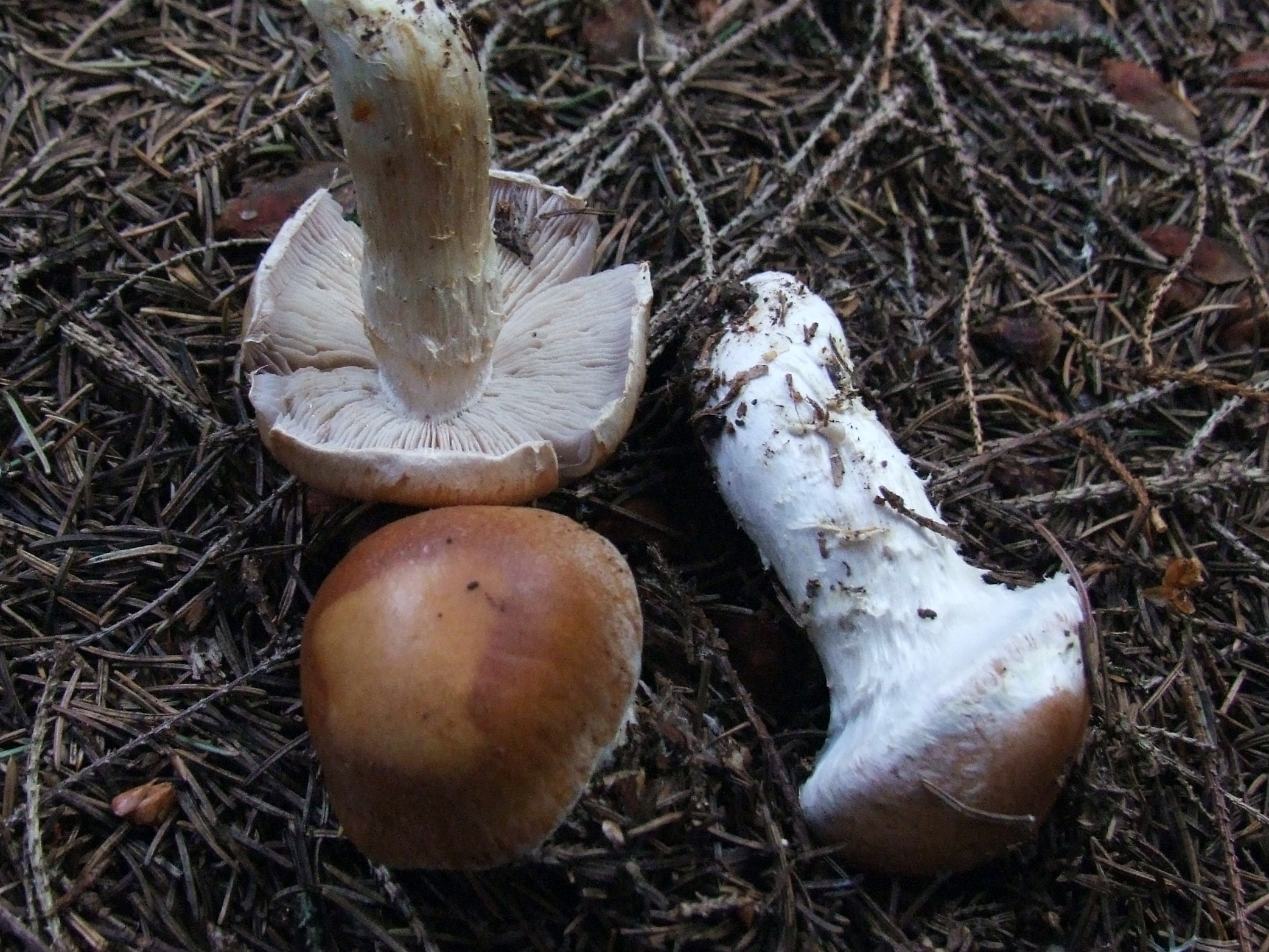
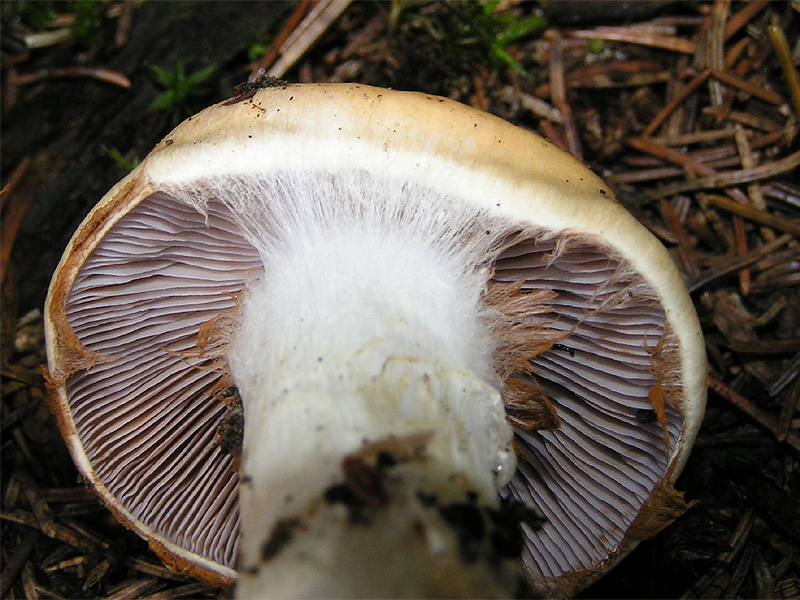
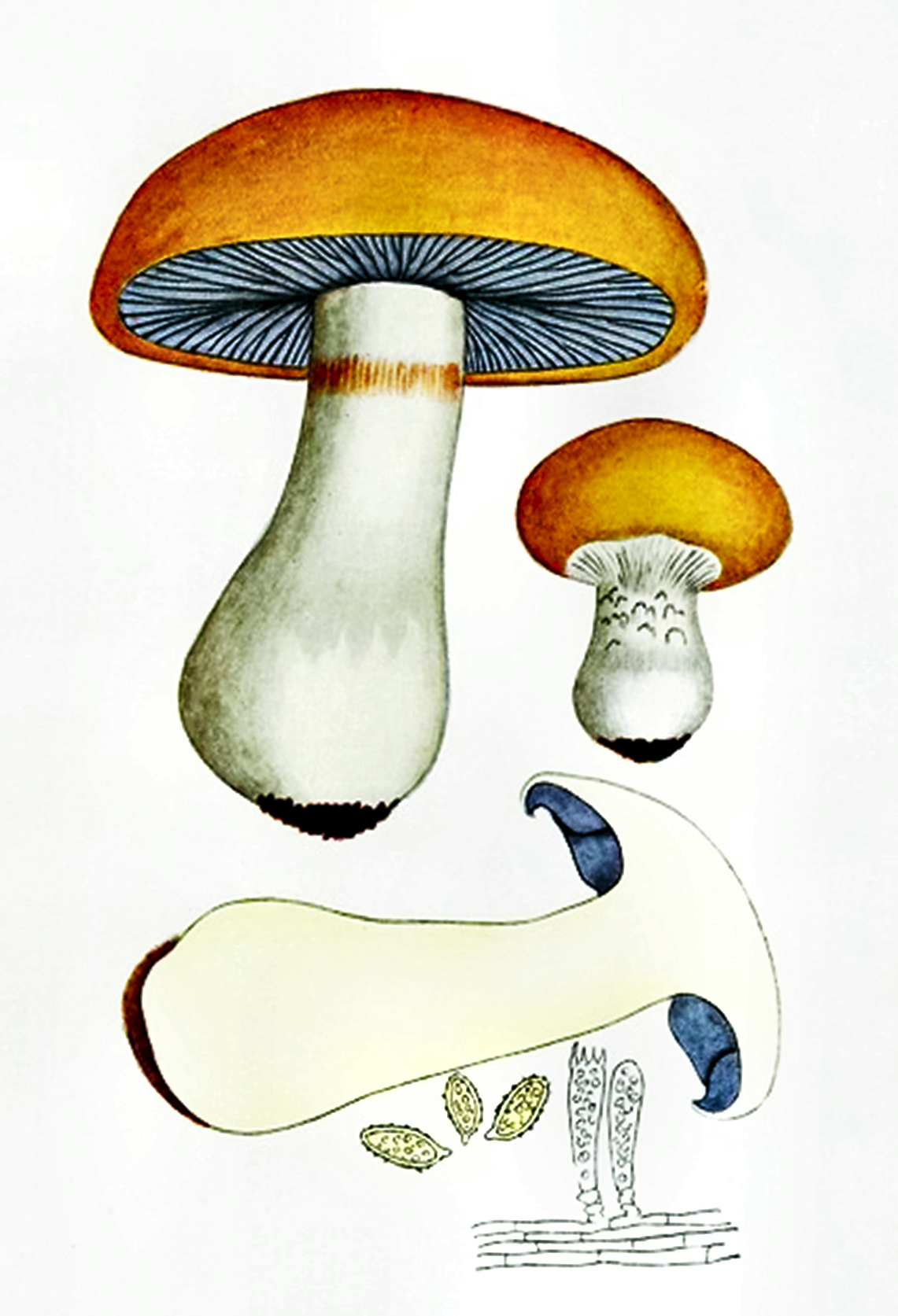

Ehető. 